# متن الأخضري في العبادات على مذهب الإمام مالك
متن الأخضري في العبادات على مذهب الإمام مالك.هو كتاب في الفقه الإسلامي مختصر على مذهب مالك بن أنس ألفه الإمام عبد الرحمن الأخضري (920-953هـ ).

## فهرس الكتاب
1. المقدمة
2. فصل في الطهارة
3. فصل في التيمم
4. فصل في الحيض
5. فصل في النفاس
6. فصل في الأوقات
7. فصل في شروط الصلاة
8. باب في السهو

## وصلات خارجبة
- إجازة قراءة مختصر الأخضري في العبادات على مذهب الإمام مالك للشيخ أسامة سعيد منسي بمضيفة سعيد الدح على يوتيوب.